# Xu Li
Xu Li, född den 17 december 1989 i Suzhou, Kina, är en kinesisk brottare som tog OS-silver i lättviktsbrottning i fristilsklassen 2008 på hemmaplan i Peking. 